# Kąty (Wrzawy)
Kąty – część wsi Wrzawy w Polsce, położona w województwie podkarpackim, w powiecie tarnobrzeskim, w gminie Gorzyce.
W latach 1975–1998 miejscowość administracyjnie należała do województwa tarnobrzeskiego.